# Deportes ecuestres en los Juegos Olímpicos de Helsinki 1952
Los deportes ecuestres en los Juegos Olímpicos de Helsinki 1952 se realizaron en tres sedes: Estadio Ecuestre de Ruskeasuo (doma), Laakso (concurso completo) y el Estadio Olímpico (salto) de Helsinki del 28 de julio al 3 de agosto de 1952.
En total se disputaron en este deporte seis pruebas diferentes en las disciplinas de doma, salto de obstáculos y concurso completo, en las categorías individual y por equipos. El programa de competiciones se mantuvo como en la edición pasada.

## Medallistas
| Evento                                                  | Oro | Plata                                                                                               | Bronce |
| ------------------------------------------------------- | --- | --------------------------------------------------------------------------------------------------- | --- |
| Doma individual (28-29 de julio)                        | Henri Saint Cyr (Master Rufus) · Suecia · 561,0 pts.                                                           | Lis Hartel (Jubilee) · Dinamarca · 541,5 pts.                                                       | André Jousseaume (Harpagon) · Francia · 541,0 pts.                                                                       |
| Doma por equipos (28-29 de julio)                       | Henri Saint Cyr (Master Rufus) · Gustaf Adolf Boltenstern (Krest) · Gehnäll Persson (Knaust) · Suecia · 1597,5 | Gottfried Trachsel (Kursus) · Henri Chammartin (Wöhler) · Gustav Fischer (Soliman) · Suiza · 1579,0 | Heinz Pollay (Adular) · Ida von Nagel (Afrika) · Fritz Thiedemann (Chronist) · Alemania · 1501,0                         |
| Salto de obstáculos individual (3 de agosto)            | Pierre Jonquères d'Oriola (Ali Baba) · Francia · 0                                                             | Óscar Cristi (Bambi) · Chile · 4                                                                    | Fritz Thiedemann (Meteor) · Alemania · 8                                                                                 |
| Salto de obstáculos por equipos (3 de agosto)           | Wilfred White (Nizefela) · Douglas Stewart (Aherlow) · Harry Llewellyn (Foxhunter) · Reino Unido · 40,75       | Óscar Cristi (Bambi) · César Mendoza (Pillán) · Ricardo Echeverría (Lindo Peal) · Chile · 45,75     | William Steinkraus (Hollandia) · Arthur McCashin (Miss Budweiser) · John Russell (Democrat) · Estados Unidos · 52,25     |
| Concurso completo individual (30 de julio-2 de agosto)  | Hans von Blixen-Finecke (Jubal) · Suecia · -28,33                                                              | Guy Lefrant (Verdun) · Francia · -54,5                                                              | Wilhelm Büsing (Hubertus) · Alemania · -55,5                                                                             |
| Concurso completo por equipos (30 de julio-2 de agosto) | Hans von Blixen-Finecke (Jubal) · Olof Stahre (Komet) · Folke Frölén (Fair) · Suecia · -221,94                 | Wilhelm Büsing (Hubertus) · Klaus Wagner (Dachs) · Otto Rothe (Trux von Kamax) · Alemania · -235,49 | Charles Hough (Cassivellannus) · Walter Staley (Craigwood Park) · John Wofford (Benny Grimes) · Estados Unidos · -587,16 |

## Medallero
| Núm. | País           | Oro | Plata | Bronce | Total |
| ---- | -------------- | --- | ----- | ------ | ----- |
| 1    | Suecia         | 4   | 0     | 0      | 4     |
| 2    | Francia        | 1   | 1     | 1      | 3     |
| 3    | Reino Unido    | 1   | 0     | 0      | 1     |
| 4    | Chile          | 0   | 2     | 0      | 2     |
| 5    | Alemania       | 0   | 1     | 3      | 4     |
| 6    | Dinamarca      | 0   | 1     | 0      | 1     |
| 6    | Suiza          | 0   | 1     | 0      | 1     |
| 8    | Estados Unidos | 0   | 0     | 2      | 2     |
|      | TOTAL          | 6   | 6     | 6      | 18    |